# Maria Reiche
Maria Reiche Neumann, född 15 maj 1903 i Dresden, död 8 juni 1998 i Lima, Peru, var en tyskfödd matematiker och arkeolog. Reiche är känd för sin forskning om Nazcalinjerna i Peru.
Maria Reiche studerade matematik, geografi och språk vid Dresdens tekniska universitet samt i Hamburg. År 1932 började hon arbeta som barnflicka och lärare för barnen till den tyske konsuln i Cusco i Peru. 1934 förlorade hon ett finger i kallbrand. Samma år blev hon lärare i Lima och gjorde vetenskapliga översättningar. När andra världskriget bröt ut bestämde hon sig för att inte återvända till Tyskland.
1940 blev hon assistent till den amerikanska arkeologen Paul Kosok som hade upptäckt Nazcalinjerna. Runt 1946 började hon undersöka figurerna i Nazca. När Kosok lämnade Peru 1948 fortsatte hon arbetet med att kartlägga området.
Reiches teori var att de som konstruerade linjerna använde dessa som en solkalender och ett observatorium för astronomiska cykler. Eftersom linjerna kan ses tydligt från luften övertygade hon Perus flygvapen att hjälpa henne med flygfotografering. Hon tillbringade den mesta tiden ensam i sitt hem i Nasca. Hon förklarade sina teorier i boken The Mystery of the Desert och använde vinsterna av boken till att verka för att öknen skulle bevaras samt att anlita vakter och assistenter.
Reiche ville bevara Nazcalinjerna från biltrafiken, då området ligger nära Pan-American Highway, och olika regeringsplaner. De mesta av hennes pengar gick till arbetet med området. Hon övertygade regeringen att begränsa den allmänna tillgången till området. Hon lät bygga ett torn nära motorvägen så att besökare kunde skåda linjerna på avstånd. År 1993 fick hon en förtjänstmedalj i Degree of Great Cross och blev peruansk medborgare år 1994. Hennes hängivna arbete ledde till att Unesco satte upp linjerna på världsarvslistan år 1994.
Reiches hälsa försämrades under åren. Hon blev rullstolsburen, led av hudåkommor och förlorade synen. Under sina sista år i livet led hon av Parkinsons sjukdom. Hon avled den 8 juni 1998 i cancer på ett flygvapensjukhus i Lima. Reiche begravdes nära Nazca med officiella hedersbetygelser. Hennes forna hem har blivit ett museum.